# Autopista C-33
Die Autopista C-33 ist eine Autobahn in Katalonien. Die Autobahn verbindet die AP-7 (nördlich von Barcelona) mit der Stadt und mit der Autovía C-17. 
Bei den Olympischen Sommerspielen 1992 wurde sie für Radrennen genutzt.